# 千橡互动集团
千橡互动集团（英語：Oak Pacific Interactive）是一家中国的综合性互联网集团公司，创建于2002年。投资者包括Accel Partners、DCM、Itochu Technology Venture、联想投资和Softbank。拥有猫扑网、Trucker Path、开心汽车等网站。

## 争议
在2008年10月9日，千橡购得了kaixin.com的域名，也就是本来被开心网（kaixin001.com）拒绝收购的域名，在2008年10月14日，千橡公司在其注册的kaixin.com上挂出了同名的“开心网”的网页，在一定程度上引起了争议。
- kaixin.com域名分拆成开心汽车，2019年5月14日通过SPAC上市，股票代码为“KXIN”，为优信后第二家赴美上市的主营二手车中国企业。